# Karakulschaf
Das Karakul oder Karakulschaf (in Namibia offiziell Swakara) ist eine Steppenschafrasse, die ursprünglich in Usbekistan beheimatet war. Neben Russland und Afghanistan ist heute auch Namibia eines der Hauptzuchtländer dieser Schafe. Regional genutzt wird vor allem das Fleisch, das Fell, die Wolle und das Schwanzfett. Bedeutung für den internationalen Handel hat das Karakulschaf, weil das Fell des jungen Lamms als Persianer vermarktet und nachgefragt wird.

## Biologie, Ökologie und Entstehung der Rasse
Das Karakulschaf ist ein schlankes Steppenschaf mittlerer Größe. In der Regel wirft das Muttertier pro Saison nur ein Lamm. Die Lämmer kommen schwarz, grau, braun oder goldfarben zur Welt. Ausgewachsene Tiere sind meist schwarz; graue und braune Tiere sind relativ selten. Die Beine sind vom Knie abwärts schwarz. Der Kopf ist länglich, schmal mit leicht nach außen gewölbter Nasenpartie (Ramskopf) mit zumeist breiten, langen Hängeohren. Die Böcke sind gehörnt, die weiblichen Tiere sind hornlos oder mit Hornstummeln. Das Gewicht der Böcke beträgt 60 bis 70 kg, das der Muttertiere 40 bis 50 kg.
Der Wollertrag eines Muttertieres beträgt 2,5 bis 3 kg, vom männlichen Tier etwa 4 kg Schweißwolle. Die Wollqualität ist mäßig und wird zumeist zur lokalen Gewinnung von Filz verwendet; auf dem Weltmarkt sind die Qualitäten kaum gefragt.
Die langlebige Rasse ist anspruchslos und widerstandsfähig, gut an die Gegebenheiten trockener Steppen- und Halbwüstengebiete angepasst und weniger für Gegenden mit feuchtem Klima geeignet.
Traditionell ziehen die Hirten mit ihren Herden weiträumig umher. Gräser und Kräuter bilden die Hauptnahrung der Schafe im Frühjahr und Sommer, Laub und Zweige im Herbst und Winter. Inzwischen wird neben dem Herdenumtrieb auch die Stallhaltung praktiziert. Das Karakulschaf ist ein Fettschwanzschaf, das zur Überbrückung von Perioden ohne Futter ein besonderes Fettdepot anlegt.
Die ursprüngliche Heimat der Karakulschafe ist vermutlich Arabien.
Abbildungen aus der Hethiterzeit (etwa 2650 v. Chr.) zeigen Könige mit gelockten Kopfbedeckungen, die auf die Nutzung Karakul-ähnlicher Schafe hinweisen. Die ersten Fettschwanzschafe dürften um 2000 v. Chr. in das heutige Gebiet von Syrien und Israel gekommen sein und wurden bald danach in Ägypten eingeführt. Erst im 8. Jahrhundert n. Chr. gelangten diese Schafe mit arabischen Hirtenvölkern nach Usbekistan, wo in den Khanaten Buchara und Chiwa eine Zucht aufgebaut wurde.

## Etymologie und frühe Handelswege

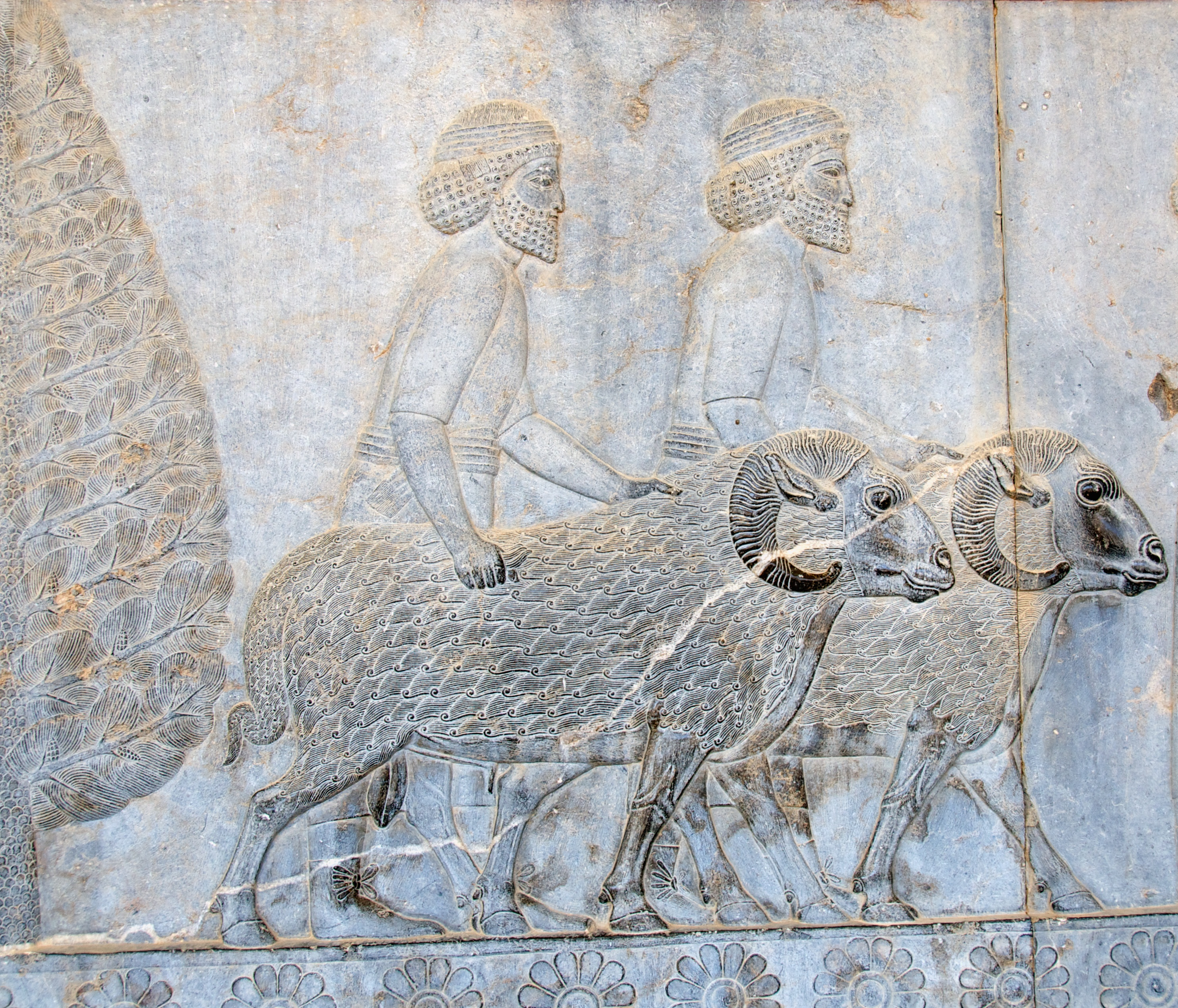
Relief von männlichen Schafen des Karakultyps an der Apadana-Treppe in Persepolis (500 v. Chr.)

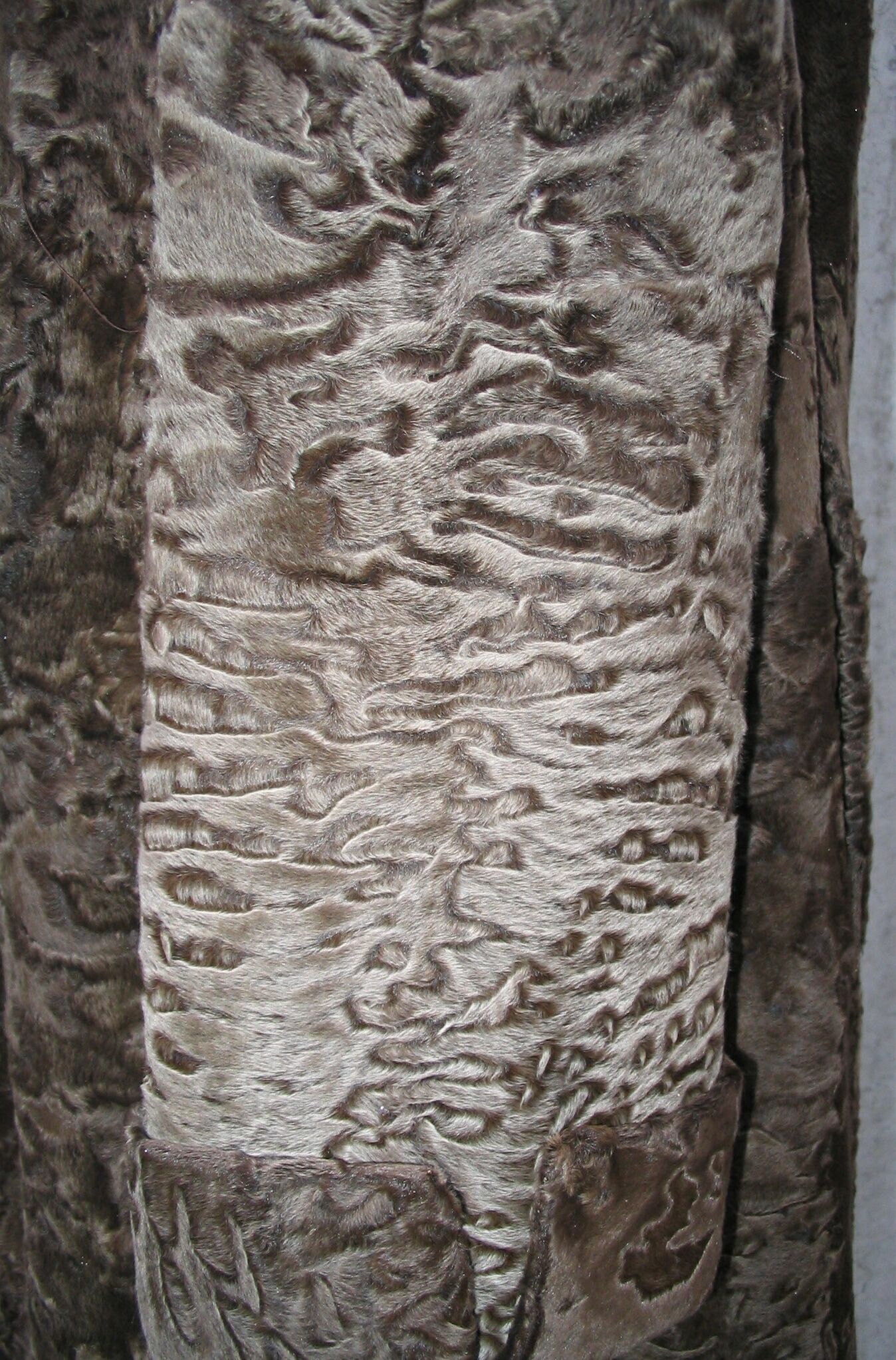
Persianer-Breitschwanz (Ärmel) in der Farbe „Sur“

Die Bezeichnungen, unter denen Karakulschafe bekannt sind, sind eng mit den Handelswegen der Felle dieser Schafsrasse verbunden.
Seit etwa 1000 Jahren ist in Europa bekannt, dass Lockenschafe hauptsächlich im zentralasiatischen Buchara und Chiwa gezüchtet werden, die heute zu Usbekistan gehören. Um 1850 setzte eine erhöhte Nachfrage nach karakulartig gelockten Lammfellen in Europa ein. Damals wurden die Felle auf Kamelen zunächst westwärts durch Kasachstan nach Astrachan transportiert, einem wichtigen Handelsplatz an der Mündung der Wolga in Nähe des Kaspischen Meers. Wolgaaufwärts wurden die Felle dann zur Pelzmesse in Nischni Nowgorod verschifft. Hier wurden sie anfangs von russischen und später auch von deutschen Fellhändlern gekauft.
1835 erwähnt der Engländer Alexander Burnes erstmals den Ort Karakul (Qorakoʻl) in Usbekistan: „… die Karawanen sammeln sich … sie waren mit kostbaren Fellen aus dem kleinen Bezirk von Karakool beladen, wo wir fast einen Monat mit Torkmanen und Schäfern verbracht hatten, die von nichts als Vliesen und Märkten sprechen …“. Es spricht einiges dafür, dass die Schafe nach diesem Ort (im Norden von Buchara) dann Karakulschafe genannt wurden.
Eine andere Auslegung sagt, dass es ursprünglich von assyrisch „kara-gjull“ bzw. türkisch „kara gül“, übersetzt „Schwarze Rose“ stammt. Eine weiter verbreitete Deutung ist die Herkunft aus „kara kul“ und „kara köl(e)“, beides türkisch für „schwarzer Sklave“ oder „kara kül“ für „schwarze Asche“ bzw. „kara göl“ für „schwarzer See“ (das Haarbild des Lamms beschreibend, „Wellen“ und „Spiegel“).
Die Bezeichnung „Persianer“ für das gelockte Lammfell ist kein Ursprungsbegriff für Karakulschafe oder deren Felle. Die Bezeichnung weist eher auf die persischen Händler hin, durch deren Hände zeitweilig ein großer Teil der Felle auf die europäischen Märkte gelangte.

Die Bezeichnung „Breitschwanz“ für das Fell zu früh geborener Karakullämmer taucht gegen Ende des 19. Jahrhunderts in den Prospekten großer internationaler Rauchwarenfirmen auf; bis dahin wurden diese Felle zum Verpacken der regulären Karakulfelle benutzt und hatten keinen weiteren Wert. Als Persianer-Breitschwanz wird das Fell eines besonderen Entwicklungsstadiums von Föten des Karakulschafs bezeichnet, wenn es sich durch eine besondere, weniger lockige als eher moirisierende Behaarung auszeichnet. Breitschwanz-Persianer dagegen ist das Fell des normal geborenen Lamms aus Namibia (Handelsbezeichnung Swakara). Die Felle namibischer Karakul zeigen ein dem Persianer-Breitschwanz ähnliches Fellmuster.

## Neuere Geschichte der Karakulhaltung

### Zentralasiatische Ursprungsgebiete
Die Karakulzucht wurde jahrhundertelang nur in Zentralasien, hauptsächlich in Buchara und Chiwa, betrieben. Die Stammesgemeinschaften hüteten die Zucht als Familiengeheimnis. Sie verbreiteten die Ansicht, dass die Qualität der Lockenbildung von den örtlichen Gegebenheiten abhinge.
Nach der Erfindung des Schwarzfärbens von Persianerfellen  stieg die Nachfrage sprunghaft an. Die Züchter in Buchara kreuzten daraufhin echte Bucharaschafe mit Tieren benachbarter Bezirke. Die Qualität der Lammfelle der gekreuzten Tiere war jedoch geringer; gute Felle wurden immer seltener. Diese Kreuzzucht führte dazu, dass eine graue Buchara-Rasse, die so genannte Darnadar, deren Fell mit winziger Locke in Russland zu Kappen verarbeitet wurde, völlig ausgestorben ist.

### Russisches Karakul und Nachfolgestaaten der Sowjetunion

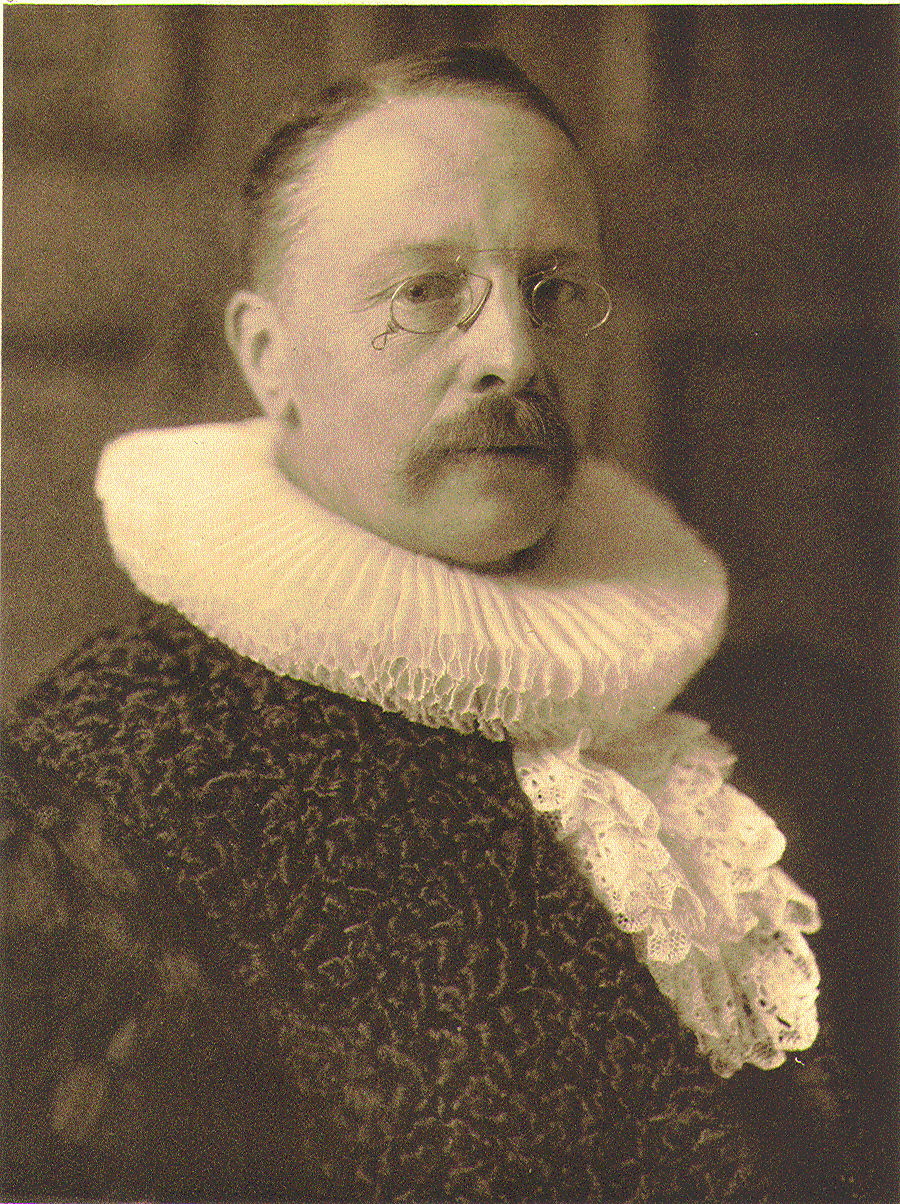
Hamburger Bürgermeister-Tracht aus russischem Persianer, 1905

Im Zuge der russischen Expansion nach Zentralasien gerieten die Ursprungsgebiete der Karakulzucht im 19. Jahrhundert zunehmend unter russischen Einfluss. Russland bzw. die Sowjetunion wurden somit Ursprungs- und Hauptproduktionsgebiet von Karakulschafen. Die Zuchtgebiete lagen in den 1970er Jahren weiterhin vor allem in Zentralasien: in Usbekistan (Buchara), Turkmenistan, Kasachstan, in Teilen von Tadschikistan, aber auch in Europa: in der Ukraine und in Moldawien. Um 1974 kamen 96 Prozent der damaligen Produktion aus den drei erstgenannten Gebieten. Der Bestand von reinrassigen Tieren betrug über 14 Millionen. Einzelne Großbetriebe hatten über 100.000 Tiere. 1974 kamen 8.300.000 Persianerfelle in den Welthandel (einschließlich UdSSR).
Russische Persianerfelle sind bekannt für ihre kleine Locke, deren wertvollste Felle eine röhrenförmige Lockenbildung mit schöner Zeichnung aufweisen. An Fellfarben werden unterschieden:
- Die Hauptfarben schwarz, grau und sur (goldbraun)
- braun in den drei Hauptnuancen: rot- und hellbraun, braun und dunkelbraun
- halali (chalili), zweifarbige, das sind braune Karakul mit schwarzen Seiten und Pumpf. Die Felle haben meist sehr glänzende, schöne, feste Locken
- kombar, gleichmäßig grau-blau-bräunliche Felle
- sedinoi, dunkel und schwarzgraue Karakul mit schmalem, grauen Rückenmittelstrich
- gulgas (guligas), braune und weiße Härchen verschiedener Farbabstufungen ergeben eine schöne helle oder dunkle beige/rosa Schattierung

Die russischen Persianerfelle kommen seit Ende der 1960er Jahre unter dem Markennamen „Buchara“ in den Handel.

### Afghanisches Karakul

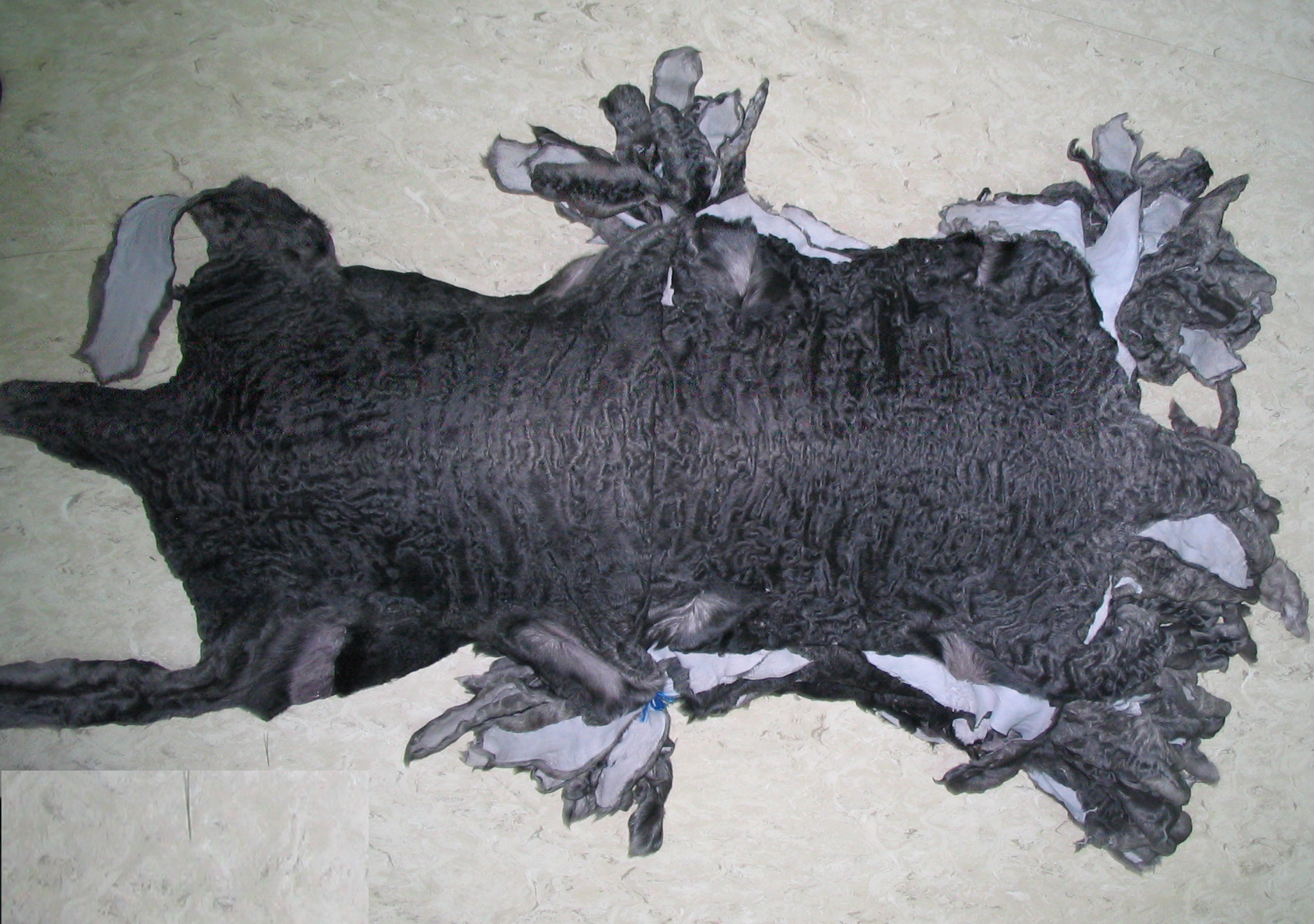
Kürschnersortiment gefärbter afghanischer Karakulfelle

Im Gegensatz zur russischen dient die afghanische Schafzucht primär der Fleischgewinnung und nur sekundär der Pelzgewinnung. Das Fleisch der Karkulschafe, wie Schaffleisch überhaupt, wird im Land gern gegessen. Im Vergleich zu anderen Rassen liefert das Karakulschaf jedoch nur eine geringe Fleischmenge. Als Milchlieferant werden die Schafe außerdem stellenweise zweimal täglich gemolken. Die Milch wird hauptsächlich zu Butter und einem lange haltbaren Speise- und Bratöl verarbeitet. Weitere Milchprodukte sind Joghurt, das Getränk Dugh und die als Gewürz benutzten Kaschg und Gharaghurut. Im Frühjahr und Herbst werden die Schafe geschoren; die Wolle ist ein beliebtes Material für die Teppichknüpferei.
Bis zum Ersten Weltkrieg war die Karakulschafzucht in Afghanistan nur schwach entwickelt (700.000 bis 750.000 Schafe, Ausfuhr 300.000 Felle). Nach dem Einmarsch der Roten Armee im Jahr 1920 flüchteten der Emir von Buchara, Alim Khan, und seine Entourage aus dem vormaligen Emirat Buchara zusammen mit den Karakulschafen des Emirs nach Afghanistan. Die meisten Tiere stammten aus Buchara und dem Khanat Chiwa. In Afghanistan entwickelten sich daraus Herden von mehreren Millionen Tieren. Der Haupthandels- und Stapelplatz für diese Persianerfelle war die nordwestindische, heute pakistanische Stadt Peschawar. Die Zucht ist vor allem verbreitet in den Provinzen Anhoi, Masar-i-Scherif, Maimene, Schiberghan, Achtscha, Taschkurghan, Kundus und Herat.
Die Art und Größe der Locken entspricht etwa der des turkmenischen Karakullamms (russische Karakulrasse), doch sind die Locken öfter unregelmäßig und von kleinen Haarspitzen bedeckt oder überwachsen, wodurch die Wirkung des Glanzes beeinträchtigt wird. Die Locken laufen meist weniger in die Bauchpartie hinein als bei den Turkmenen. Etwa 90 % der Felle sind schönfarbig grau. 1976 konnten 56 Arten grauer und 40 Varietäten schwarzer Karakulfelle produziert werden. Pelzfelle werden für den Handel differenziert nach Farbe und Lockenart und Fellstruktur sortiert. Wichtige aus Hauptsortimente sind Black Afghan, Grey Afghan, Black Broadtail, Grey Broadtail, und Sur.
1967 wurde im Nordosten der Provinz Khorassan, 18 Kilometer von der Hauptstadt Schiraz der Provinz Fars entfernt, die Versuchsstation Sarachs vom Landwirtschaftsministerium errichtet, ausschließlich als Karakulversuchsstätte. Die Karakulschafe der Provinz Fars gehören weitgehend der grauen Variante an, der Handelsname „Schirasi“ für graue Persianer ist offensichtlich vom Namen der Hauptstadt abgeleitet. Die Karakulschafe im Raum Ghom, das 140 Kilometer von Teheran entfernt liegt, sollen von Tieren abstammen, die in der Zeit der Sassaniden-Dynastie [„Sandii-Dynastie“] von Schiraz hierher gebracht wurden. Diese ebenfalls grauen Karakuls sind dort unter dem Namen Sandischafe bekannt.
1968 gab die Ernährungs- und Landwirtschaftsorganisation (FAO) den afghanischen Karakulschafbestand mit 5,5 Millionen an, aber es kamen nur etwa 1,8 Millionen Felle jährlich auf den Markt. Die Karakulschafzucht war für Afghanistan von großer wirtschaftlicher Bedeutung. Der Export von Fellen (Farben grau (70 Prozent, inkl. der beigegrauen Farbe guligaz), Sur (natur goldbraun)) sowie Wolle stellten die wichtigste Einnahmequelle des Landes dar. Für die nach dem Zweiten Weltkrieg so beliebten grauen Persianer, die sogenannten Naturpersianer, war Afghanistan der Hauptlieferant. 1969 hatte man mit Erfolg begonnen, in die herkömmlichen Karakuls die Rasse Arrabic einzukreuzen. Vier Jahre später kreuzte man deshalb weiter mit Hazaguri-Böcken, die in den großen Höhen des Hindukusch und Pamir weiden und deshalb widerstandsfähiger sind, beides ebenfalls Fettsteißschafe mit grauem Fell. Durch den Modewandel, vor allem auch durch die jahrelangen kriegerischen Unruhen, war der Fellexport praktisch zum Erliegen gekommen. 2001 kamen 60 % der weltweiten Karakulfelle aus Afghanistan.

### Deutschland und Österreich

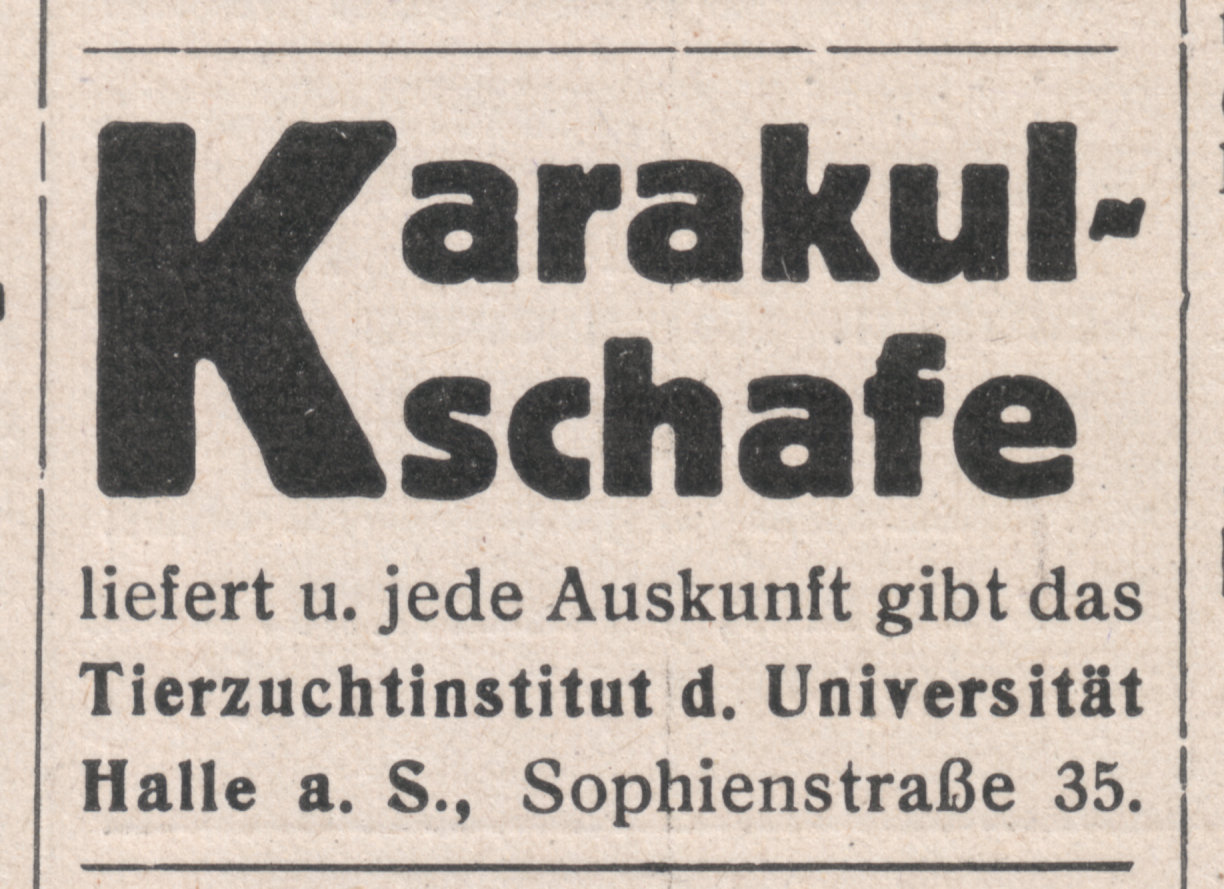
Karakulschafe liefert u. jede Auskunft gibt das Tierzuchtinstitut d. Universität Halle a. S. Anzeige in „Der Deutsche Pelztierzüchter“ (1930)

1904 brachten Leopold Adametz und sein Mitarbeiter Duré erstmals reinrassige Karakulschafe aus Buchara nach Österreich. Nach 1920 entstanden in Österreich neue Herden. Die meisten Herden gingen jedoch im Zuge des Zweiten Weltkriegs verloren. 1963 bestanden Zuchten im Flachland um Wien und in den Alpen. Es gab 30 Herden mit insgesamt 3000 Tieren, die vornehmlich ein graues Fell hatten.
Im Frühjahr 1903 veranlasste Julius Kühn, Leiter des Tierzucht-Institutes Halle/Saale, zusammen mit dem deutschen Pelz-Großhändler, -Zurichter und -Veredler Paul Thorer die Einfuhr von vier Böcken und 28 Muttertieren aus der Bucharei/Zentralasien nach Deutschland, um hier eine Ansiedlung zu versuchen. Nach Einfuhr der Karakuls Anfang des Jahrhunderts erfolgten Einkreuzungen vom Ostfriesischen Milchschaf, Rhön-, Leine- und Rauwolligem Landschaf sowie von Heidschnucken. 1924 kamen dann die ersten Felle von Leipzig aus auf den Markt; deutsche Karakul hatten aber keinen nennenswerten Einfluss auf die Pelzwirtschaft. Zuchttiere wurden jedoch nach Estland, Finnland, Frankreich, den Niederlanden, Lettland, Italien, den Vereinigten Staaten, der Schweiz, Argentinien, Java, Paraguay und Afrika exportiert. In Deutschland gab es 1936 etwa zehntausend Karakulschafe.
1976 berichtet eine Rauchwaren-Fachzeitschrift, dass Armin Götz aus Frankfurt/Main die letzten zwölf weiblichen Tiere und einen Bock aus Halle (damals DDR) erworben habe, um damit in Süddeutschland (BRD) den Bestand durch Aufzucht weiter wachsen zu lassen. Der Herdbuch-Bestand in Deutschland 2018 lag bei 64 Böcken und 306 Muttern. Das „Deutsche Karakulschaf“ steht in der Kategorie I („Extrem gefährdet“) der Roten Liste der Gesellschaft zur Erhaltung alter und gefährdeter Haustierrassen (GEH) und wurde zur Gefährdeten Nutztierrasse des Jahres 2015 ernannt. Die GEH hat auch einen Betreuer für diese Rasse berufen.

### Südwestafrika/Namibia: Swakara

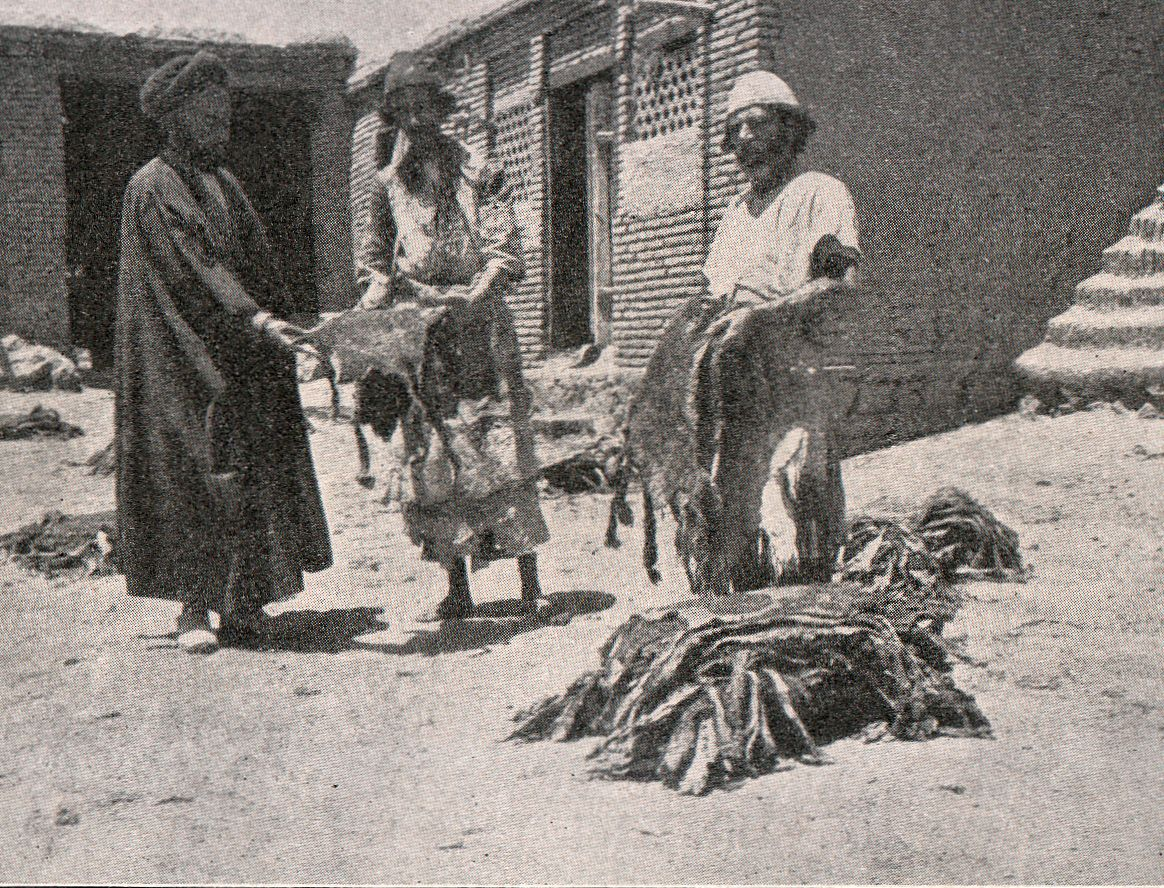
Rohfelle sortierende Händler in Buchara (vor 1914)
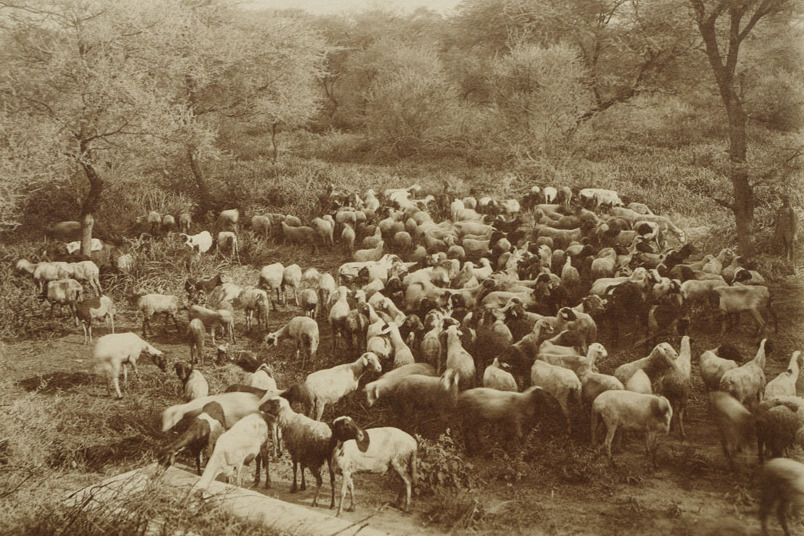
Schafherde in Deutsch-Südwestafrika (ca. 1907/08)

In Namibia ist die Karakulzucht und -haltung auf großen Farmen ein wichtiger Zweig der Landwirtschaft. Die Karakulzucht hat ihren Ursprung in der deutschen Kolonialzeit. Der Erfolg der Zuchtversuche in Halle ermutigte Friedrich von Lindequist, Gouverneur des damaligen Deutsch-Südwestafrikas, eine Einfuhr von Karakul in das heutige Namibia zu fördern, da die Wollschafzucht schlechter vorankam als erwartet. Paul Thorer kaufte aus einem für Österreich bestimmten Transport von Karakulschafen zehn Mutterschafe sowie zwei bereits in Groß-Enzersdorf gezüchtete Karakulrammen. Er veranlasste 1907 den ersten Transport reinrassiger Tiere, aus der sich die bedeutende dortige Karakulzucht entwickelte (Swakara).
Am 24. September 1907 trafen die ersten Zuchttiere in Swakopmund ein. Sie akklimatisierten sich außerordentlich gut und schnell. Der Aufbau der Zucht ging auf verschiedenen Privatfarmen zügig voran. Der erste Karakulzüchter war Albert Voigts von Voigtsgrund, ein in der Schafzucht erfahrener Farmer. Er erhielt von dem damaligen Gouverneur acht Reinblutmuttern und eine Reinblutlamme aus der von Theodor Thorer der Regierung vermittelten Versuchsherde von zwölf Karakulschafen. Die restlichen, nach dem Norden verbrachten Tiere gediehen wegen des dort feuchten Klimas nicht. Voigts kaufte bei den Farmern der Umgebung schwarze Afrikanerschafe, in der Annahme, dass, wenn man schon kreuzen wollte, sie wohl mit schwarzen Tieren kreuzen müsse, um gleich schwarze Lämmer zu bekommen. Später stellte sich heraus, dass auch Kreuzungen mit weißen Tieren recht gute Ergebnisse brachten.
Dank der guten Beziehungen des deutschen Kaisers zum russischen Zaren wurden nach und nach 820 Karakuls aus Usbekistan nach Deutsch-Südwestafrika nachgeliefert. Sie bildeten den Grundstock der südwestafrikanischen Karakulzucht, obwohl es noch 25 Jahre dauern sollte, bis sich die mit Einkreuzung einheimischer Rassen gezüchtete Schafrasse Swakara (= Südwestafrikanisches Karakul) durchsetzen und – noch wichtiger – sich die schwarzen, feingelockten Swakara-Felle am Weltmarkt in Konkurrenz zu den etablierten Persianer-Fellen aus Buchara behaupten konnten.

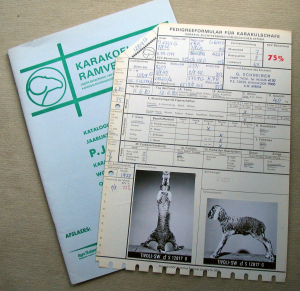
Karakulschaf-Auktionskatalog und Stammbaumkarte, Namibia 1985

Die guten Absatzchancen veranlassten viele Farmer in Südwest-Afrika zur Umstellung auf die Karakul-Schafhaltung. Auch im Ursprungsland des Karakulschafs werden die Tiere immer wieder mit Fettsteiß- und Fettschwanzschafrassen gekreuzt. Beide Rassen kamen auch im heutigen Namibia vor, das Somali- oder Schwarzkopfperserschaf und das Blinkhaarafrikanerschaf, die sich beide ideal für eine Einkreuzung eignen. Durch konsequente Zuchtauswahl wurde es möglich, die Haarlänge bedeutend verkürzen. Die Möglichkeiten, die in dem neuen Felltyp steckten, wurden den Züchtern aber erst Jahrzehnte nach der Einfuhr der ersten Schafe klar. Während das Zuchtziel anfangs die bei Persianer übliche Röhrenlocke war, begann man etwa 1948 landesweit mit der Umzüchtung auf den heutigen flachen, leichten breitschwanzähnlichen Typ, der von Anfang an zu 95 Prozent auf schwarzen Tieren beruhte. Der neue Haarbildtyp war von dem weitsichtigen Regierungszüchter Allan Douglas Thompson (* 1890; † 15. Juli 1961) in einer kleinen Kernzucht schon lange erzüchtet worden. Nach etwa 20 Jahren waren sämtliche Zuchten systematisch auf dieses neue moirierte, nicht mehr gelockte Fell umgestellt. 1969 erreichte die namibische Produktion mit 3,5 Millionen bzw. 40 Prozent der Weltproduktion ihren Höhepunkt; die Zahl der Farmen mit Karakulschafzucht wurde mit etwa 2500 angegeben. Laut „Jury Fränkel’s Rauchwarenhandbuch 1988/89“ lag der Anfall an Fellen in einigen Jahren sogar über fünf Millionen Stück, 1986 nur noch bei knapp einer Million. Etwa 75 bis 80 Prozent der anfallenden Lämmer werden geschlachtet, 20 bis 25 Prozent dienen der Aufzucht und der Herdenvermehrung (1966).
2005 wurde der Bestand vom Statistikbüro des Ministeriums für Landwirtschaft, Wasser und Forstwirtschaft mit nur noch 181.410 Tieren angegeben, als jährliche Gesamtproduktion werden 2010 auf der Homepage von Agra, der dortigen landwirtschaftlichen Genossenschaft, etwa 140.000 Felle und 40.000 Zentner Wolle genannt. 2012 verzeichnet die Züchtergemeinschaft wieder Rekordpreise für ihren moirierten Persianertyp. Auf einer Auktion 2012 in Kopenhagen wurden 118.000 Felle angeboten, der bisher höchste, durchschnittliche Verkaufspreis betrug dort 654,20 Namibia-Dollar (ca. 62 EUR) pro Fell.

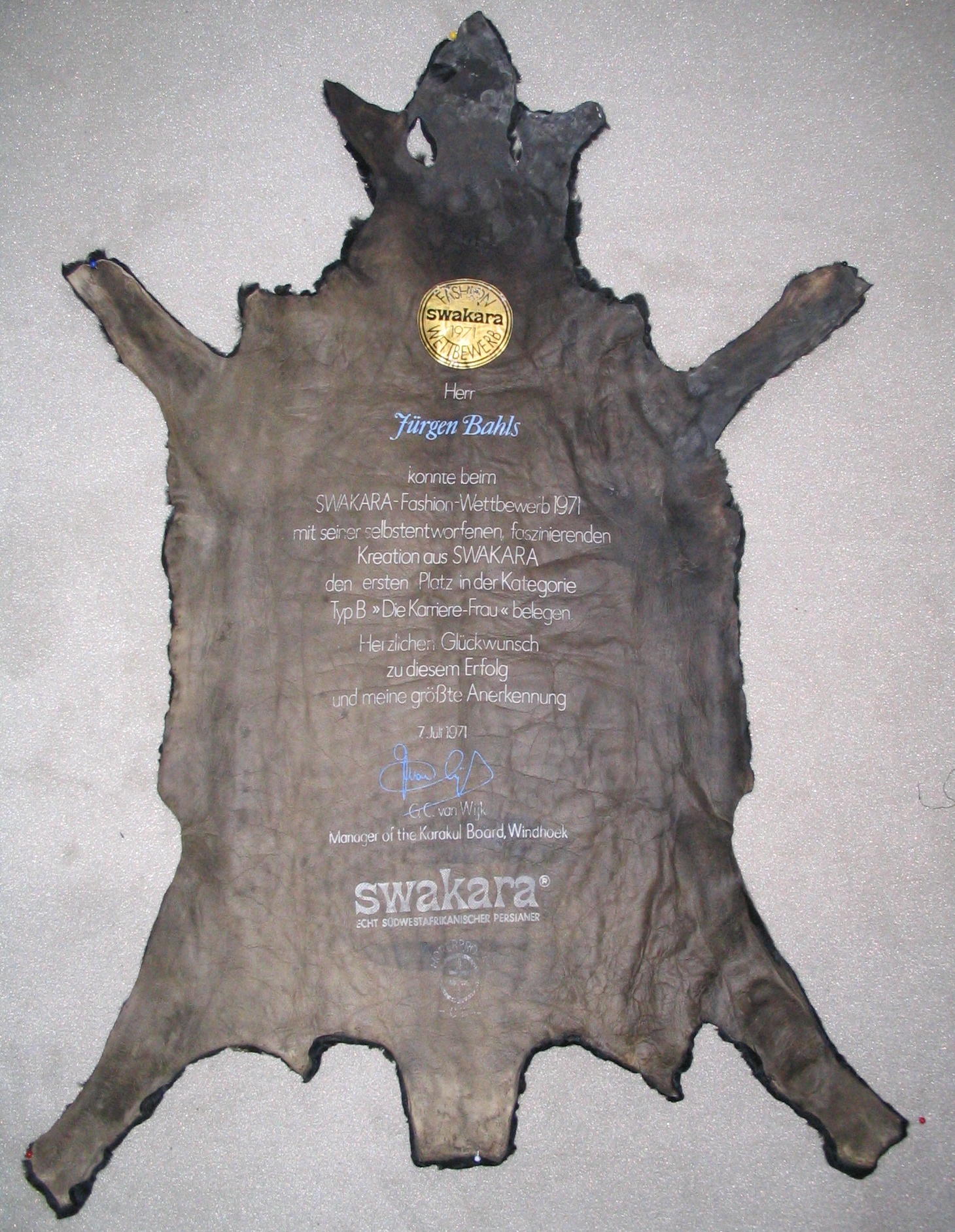
Swakara-Marketingaktion 1971: Auszeichnung eines Berliner Kürschners, Urkunde auf einem Persianerfell

1931 wurde als durchschnittliche benötigte Weidefläche pro Schaf zwei Hektar angegeben, nach Pflanzenbestand der Weiden natürlich sehr unterschiedlich.
Der Modewechsel hin zum Nerzpelz, etwa um 1970, und später ein allgemeiner Rückgang der Nachfrage nach Pelzen führte 1991 zeitweilig zum Zusammenbruch der Karakulzucht in Namibia. Es gelang zwar, nicht zuletzt auch mit deutscher Entwicklungshilfe, neben der Fellproduktion auch die Fleisch- und Wollproduktion auszubauen und damit die Stammherden für Zuchtzwecke zu erhalten; dennoch hat die Produktion der seit 1966  Swakara® genannten Persianerfelle (anfangs SWAPL (South West Afrikan Persian Lamb), zwischenzeitlich S.W.A.-Persianer) zumindest mengenmäßig noch nicht an die Erfolge der 1960er Jahre anknüpfen können. 2005/2006 erzielten Swakara-Persianer jedoch infolge der Renaissance des Pelzes allgemein, der verstärkten Nachfrage nach diesem Artikel und nicht zuletzt wegen der so stark zurückgegangenen Produktion neue Höchstpreise auf den Auktionen in Kopenhagen. Durch die mit dem Rückgang der Herden einhergegangene Zuchtauslese hat sich die Qualität der Felle inzwischen noch einmal erheblich verbessert. Die für den ursprünglichen Erfolg maßgebliche Anpassung an die Marktnachfrage war die Zucht eines neuen moirierten Felltyps gegenüber dem klassischen russischen Persianer mit der Röhrenlocke.
Seit 2012 tragen neben den Fellen auch die Schafe in Namibia die offizielle Bezeichnung „Swakara“. Der Bestand und die wirtschaftliche Bedeutung sind nach einigen Jahren des Aufschwungs wieder rückläufig. So gab es im Jahr 2022 221.249 Swakara in Namibia.

### Sonstige Zuchtgebiete

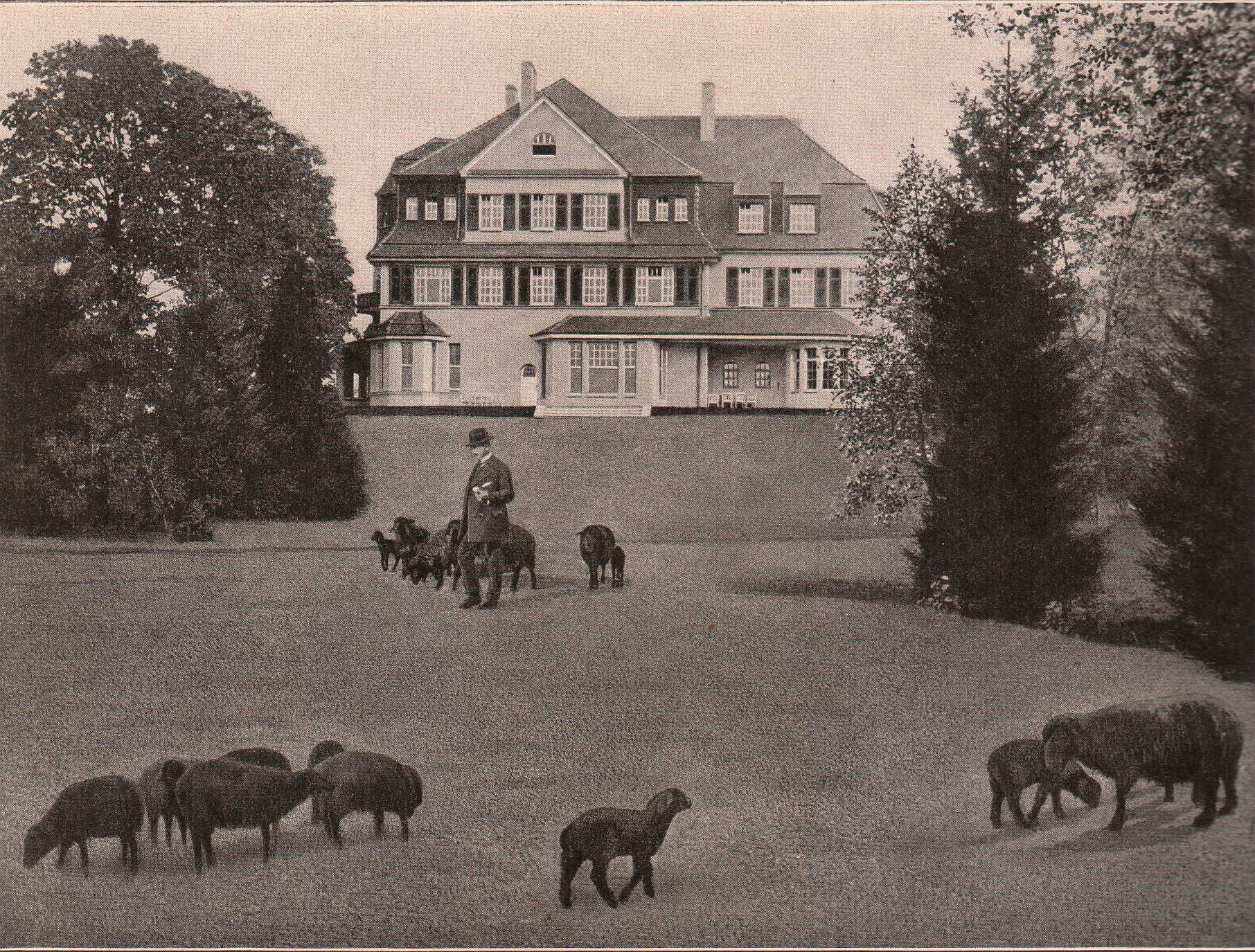
Einige der ersten nach Deutschland importierten Karakulschafe (Gräden, Neumark – ehemals Ort zwischen Matschdorf und Reichenwalde, 1912)

Durch die im 20. Jahrhundert hohen Preise für Persianerfelle motiviert, versuchte man in vielen Ländern Karakulschafe zu züchten oder in einheimische Schafrassen einzukreuzen. Nachdem zum Ende des Jahrhunderts sich die Mode anderen Fellarten zugewandt hatte, war die Zucht für Pelzzwecke uninteressant geworden. Etwa nach 2000 ist der Fellpreis wieder erheblich angestiegen, von einer Wiederbelebung der Karakulzucht zu Pelzzwecken ist in diesen, neu hinzugekommenen Ländern (außer Namibia) nichts bekannt. Ohnehin ist die Zucht nur in Gebieten mit sehr karger Vegetation interessant, der Fellpreis dürfte kaum je eine Höhe erreichen, in denen in besseren Lagen nicht die Fleischproduktion wirtschaftlicher ist.
- Iran: 1963 wurden auf einer Leipziger Auktion erstmals fast 2000 iranische Karakulfelle angeboten, schwarze und graue.
- Irak: Hier dürfte es Karakulschafe geben, nachdem 1945 Karakulböcke aus Frankreich eingeführt wurden.
- Israel: 1953 wurden von Halle aus Karakulschafe nach Israel exportiert.
- China: China erhielt 1952 Karakuls aus der damaligen UdSSR. Von 1956 an wurden über 1000 Schafe der Kuchar-Rasse gedeckt (in Tian-Schan und einigen Distrikten von Xinjiang).
- Mongolei: 1964 kamen von hier erstmals 2100 Felle der ersten bis dritten Generation von Kreuzungen mit mongolischen Landschafen auf die Leipziger Auktion.

- Rumänien: Die rumänische Karakulzucht ist bedeutend. Die erste Einfuhr von Karakulschafen aus dem russischen Stammgebiet in Turkestan nach dem damals ebenfalls russischen Bessarabien erfolgte 1880. Im Jahr 1884 wurden dann in Bessarabien die ersten Vollblutkarakulzuchten erwähnt. Nach der Vereinigung Bessarabiens mit Rumänien nahm diese Zucht einen beträchtlichen Aufschwung. Es wurden die Karakuls mit dem „Tzurkanaschaf“, einer einheimischen Zackelschafrasse, gekreuzt. Die Felle sind, zusammen mit ähnlichen Lockentypen anderer Provenienzen, als „Halbpersianer“ im Handel. 1940 betrug der Bestand an Karakulschafen einschließlich der Kreuzungen in Rumänien zusammen mit Bessarabien über eine Million Tiere, es fielen davon jährlich mehr als 700.000 Felle an.[34]

- Bulgarien: Nach Bulgarien kamen die Karakuls bereits 1889, doch gelangen hier keine Fortschritte. 1945 wurden aus Usbekistan noch einmal 161 Tiere importiert; 1965 lagen Kreuzungsergebnisse von über 60.000 Fellen vor.
- Jugoslawien: Nach der Einfuhr der ersten Karakuls aus Bessarabien im Jahr 1895 bestand wenig Interesse an einer Zucht, nach 1945 wurden aus der DDR und der Bundesrepublik insgesamt 25 Karakulschafe eingeführt, die mit Zackelschafen eingekreuzt wurden.
- Norwegen, Schweden und Finnland: In den drei nördlichen europäischen Ländern fand man ebenfalls ein gewisses Interesse an der Karakulzucht. Die Deutsche Schäfereizeitung berichtete 1955 von einem Schweden, dem es gelungen sei, aus der Paarung schwedischer Schafe mit reinrassigen Karakulschafen Felle mit so einem wunderschönen Glanz zu erhalten, wie man ihn noch in keiner Züchtung erzielen konnte.[10]
- Spanien: Nach Spanien kamen Tiere aus polnischen und rumänischen Zuchten. 1956 zählte man 799 reinrassige und 17.275 Kreuzungsschafe, weiter ansteigend.

- Afrika: Nach Namibia, damals noch Deutsch-Südwestafrika sowie Südafrika, dürfte Portugiesisch-Angola das erste afrikanische Land gewesen sein, das eine Karakulzucht aufbaute. Neben einer staatlichen Karakulfarm bestanden 1957 dreißig private Zuchten. 1959 wurden erstmals 2000 Persianerfelle versteigert. 1963 wurde der Bestand auf 25.000 bis 30.000 Tiere geschätzt.

Französisch-Westafrika: 1958 wurden von hier 1648 Felle auf einer Londoner Auktion angeboten.
- Nordamerika: In die USA kamen die ersten Karakuls im Jahr 1908.
- Südamerika: Auf dem südamerikanischen Kontinent gab es 1965 kleine Bestände in Kolumbien, Peru, Bolivien, Chile, Paraguay, Uruguay und Brasilien. Nicht unbedeutend ist die 1911 begonnene Karakulzucht Argentiniens mit einer kleinen Partie Karakulböcke, die der österreichische Kaiser als Geschenk überreichen ließ.[35] 1961 umfasste der argentinische Karakulbestand 350.000 Tiere, von denen 300.000 als Pelzschafe angesehen wurden. Für die Einkreuzung haben sich die dortigen Criolloschafe als hervorragend geeignet gezeigt.

## Kontroverse um die Breitschwanzfelle

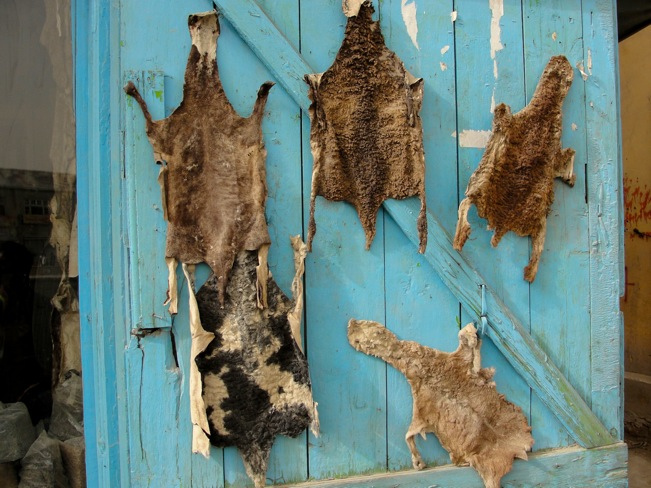
Billigstpersianer auf einem Markt in Kabul

Das Wort „Breitschwanz“ (engl. broadtail) kann als Euphemismus für Felle fötaler Lämmer eines bestimmten späten Entwicklungsstadiums gesehen werden. Karakulzüchter und Handel definieren Breitschwänze als zu früh geborene, nicht normal ausgetragene Karakullämmer. (...) Wegen der noch nicht vollständigen Entwicklung des Felles (...) unterscheiden sich Breitschwänze vor allem in Locke, Haar und Muster sowie in Fellgröße und Dicke von den normalen Karakullämmern. Laut sowjetischen Untersuchungen an durch Schlachtung der Muttertiere gewonnenen Föten ist die Aufteilung der gewonnenen Pelzqualitäten nicht einheitlich. Broadtail, Broadtail-Persian, Persian ribbed, Persian jacket and Persian Caucasian kamen mit Anteilen von etwa 21, 25, 38, 14 und 2 Prozent vor. Der (wertvollste) eigentliche Breitschwanztypus wurde nur bei einem Viertel angetroffen. Frühe fötale Pelze ohne Moiré werden auch als Galjak bezeichnet. Neben der Schlachtung gibt es auch natürlich zustande kommende Karakul-Frühgeburten und Fälle, bei denen diese durch tierquälerische Einwirkungen auf die Muttertiere provoziert wurden.
Schilderungen einer als „Barbarei“ bezeichneten Breitschwanzgewinnung waren bereits vor dem Ersten Weltkrieg Anlass für Kontroversen. Ein entsprechender Bericht des Turkestaner Courir wurde von vielen Zeitschriften übernommen. In einem darauf reagierenden Aufsatz der Tierbörse bezeichnete Mir-Chidor Chodsche, Sachverständiger aus dem Karakulhaltungsgebiet Buchara, den Bericht als „Märchen“. 1929 nahm der oben erwähnte Rauchwarenhändler Theodor Thorer zu dem Thema unter dem Titel Die Wahrheit über die Gewinnung von Persianer und Breitschwanz Stellung.
Im Handel machen die Breitschwänze beziehungsweise von Aborten gewonnenen Pelze weniger als ein Prozent aus. Im Durchschnitt wurde für ein Breitschwanzfell – bei meist deutlich kleinerer Größe – um die Jahrtausendwende etwa der doppelte Preis eines „normalen“ Persianerfells erzielt.

## Diverses

### Karakul-Schnitt bei Pudeln
Mitte der 1930er Jahre erfand Hans Thum, nach seiner Aussage, die heute übliche, damals bahnbrechende Hunde-Frisur, den Karakul-Schnitt.